# Friedrich Neubauer (Pädagoge)
Friedrich Neubauer (* 26. Februar 1861 in Erfurt; † 14. April 1953 in Kassel) war ein deutscher Pädagoge, Gymnasialdirektor und Verfasser von Schulbüchern.

## Leben
Sein Vater war der Rektor einer höheren Schule. Zunächst wurde Neubauer ausschließlich durch seine Eltern erzogen und gebildet. Mit acht Jahren kam er für ein Jahr in die Vorschule der Erfurter Realanstalt, die ihn auf seinen anschließenden Besuch des örtlichen Gymnasiums vorbereitete. Dieses schloss er 1878 mit dem Abitur ab. In der Folgezeit studierte er an der Universität Halle (Saale) Altphilologie und Geschichte und beendete dieses Studium 1882 mit der Promotion. 1883 legte er das Staatsexamen (Latein, Griechisch, Geschichte, Erdkunde, Französisch) ab. Das Probejahr leistete er an der "Lateinischen Hauptschule der Francke`schen Stiftungen" zu Halle und wirkte auch weiterhin an dieser Anstalt als Lehrer und auch Inspektionslehrer. Er gab die Stellung auf und ging für fünf Jahre nach Rom. In der Zeit von 1885 bis 1860 versuchte er dort als Hauslehrer zu arbeiten, war jedoch zeitweise sehr krank.
Nach der Rückkehr aus Rom trat er seine vorherige Stelle an der Latina in Halle wieder an und war auch an der Pensionsanstalt von Otto Frick angestellt. 1891 heiratete er die Tochter des Superintendenten Pinckernelle und hatte mit ihr drei Jungen. 1896 bis 1903 war er Leiter einer Pensionsanstalt in Halle und gab die ersten Geschichtsschulbücher heraus. 1903 ging er als Gymnasialleiter nach Landsberg an der Warthe, 1905 nach Frankfurt am Main.
Von 1905 bis 1926 war Neubauer Direktor des Lessing-Gymnasiums in Frankfurt am Main. Er modernisierte den altsprachlichen Unterricht, führte Philosophie als Lehrfach in der Prima ein und ermunterte die Schüler, freie Arbeiten vorzulegen, die im Abitur berücksichtigt wurden.
Er war Geheimer Studienrat und seit 1904 Mitglied der Akademie gemeinnütziger Wissenschaften zu Erfurt. In der Zeit von 1913 bis 1923 war er der Vorsitzende, ab 1924 der Ehrenvorsitzende des Verbandes deutscher Geschichtslehrer. Sein mehrbändiges Lehrbuch der Geschichte verwendeten Gymnasien in ganz Deutschland.

## Erinnerungen
Peter Kohnstamm, als sein ehemaliger Schüler, erwähnt ihn in seiner Biografie: "Der Schuldirektor, Geheimrat Dr. Friedrich Neubauer, Autor von "Neubauers Geschichtstextbuch" mit überwiegend deutscher Geschichte, versammelte die Schulgemeinschaft zur Zeit des Versailler Vertrages und berichtete uns von den Ungerechtigkeiten dieses Diktats, indem er detailliert die Tausende unterschiedlicher Waffen, Fahrzeuge, Kriegsschiffe usw. aufzählte, die der "Tiger Clemenceau" uns weggenommen hatte; genau so wie Elsaß-Lothringen und alle Kolonien. Außerdem wies der Direktor auf den polnischen Korridor, die astronomischen Reparationsforderungen und, nicht zu vergessen, auf die "Kriegsschuldklausel" hin."

## Werke (Auswahl)
- Friedrich Neubauer, Bernhard Seyfert: Lehrbuch der Geschichte 1. Teil, 1922.
- Friedrich Neubauer: Lehrbuch der Geschichte für höhere Lehranstalten, Halle a.d.S. 1897 (32 Auflagen bis 1922, mehrere Regionalausgaben)
- Friedrich Neubauer: Kleine Staats- und Wirtschaftslehre für höhere Lehranstalten
- Friedrich Neubauer: Geschichts-Atlas zu den Lehrbüchern der Geschichte für höhere Lehranstalten
- Quellenbuch zur Geschichte des neunzehnten Jahrhunderts für höhere Lehranstalten. Verl. der Buchh. des Waisenhauses, Halle a. d. S. 1910 (Digitalisat).
- Kanon geschichtlicher Jahreszahlen. 8. Aufl. Verl. der Buchh. des Waisenhauses, Halle a. d. S. 1907 (Digitalisat).